# サン・オブ・ア・ガン (アイ・ベッチャ・シンク・ディス・ソング・イズ・アバウト・ユー)
「サン・オブ・ア・ガン (アイ・ベッチャ・シンク・ディス・ソング・イズ・アバウト・ユー)」(Son of a Gun (I Betcha Think This Song Is About You))は、ジャネット・ジャクソンの楽曲。

## 概要
6枚目のスタジオ・アルバム『オール・フォー・ユー』から3枚目のシングルとして発売された。
カーリー・サイモンの楽曲「うつろな愛」をサンプリングしており、それに加えカーリー自身も楽曲に参加している。
シングル化に際して新たに「The Original Flyte Tyme Remix」が制作され、ミッシー・エリオットが参加している。
ミュージック・ビデオはフランシス・ローレンスが監督を務めた。

## 収録曲
日本盤 マキシ・シングル
1. サン・オブ・ア・ガン　- 4:13
2. サン・オブ・ア・ガン (P・ディディー・リミックス) - 5:01
3. サン・オブ・ア・ガン (コットンベリー・リミックス) - 5:31
4. サン・オブ・ア・ガン (ロック・リミックス) - 4:10
5. サン・オブ・ア・ガン (アイ・ベッチャ・シンク・ディス・ソング・イズ・アバウト・ユー) ウィズ・カーリー・サイモン - 5:56